# Söderbådan, Kimitoön
Söderbådan är en klippa i Finland.   Den ligger i kommunen Kimitoön i landskapet Egentliga Finland, i den södra delen av landet, 140 km väster om huvudstaden Helsingfors.
Terrängen runt Söderbådan är mycket platt.  Det finns inga samhällen i närheten. 